# Ruud Krol
Rudolf ("Ruud" or "Rudi") Jozef Krol (n. 24 martie 1949 în Amsterdam) este un fotbalist neerlandez retras, care a fost selecționat de 83 de ori pentru națională. A jucat mare parte a carierei pentru clubul din orașul său natal Ajax Amsterdam înainte să călătorească în jurul lumii atât ca antrenor cât și ca jucător.

## Palmares
Campionate, (1968, 70, 72, 73, 77, 79, 80, 81)
Cupa, (1970, 71, 72, 79)
Cupa Intercontinentală: 1972
Cupa Campionilor, (1971, 72, 73)
Supercupa Europei, (1972, 73)
Locul doi Campionatul Mondial, (1974, 78)